# Kartuzy

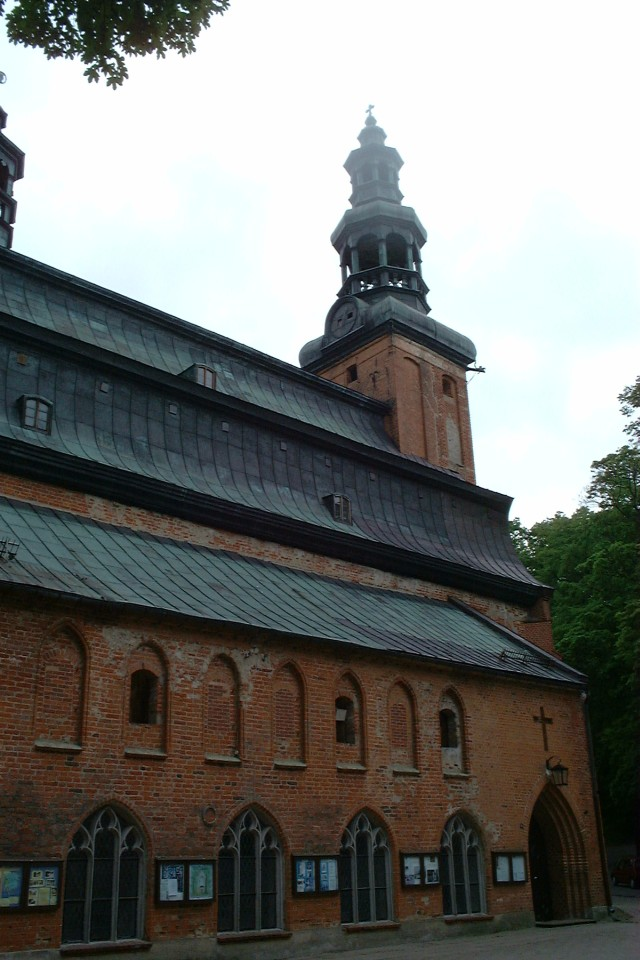
Chiesa a Kartuzy

Kartuzy (in casciubo Kartuze, in tedesco Karthaus) è una città della Casciubia, o Pomerania Orientale, regione della Polonia nord-occidentale.

## Storia
La città è stata fondata come monastero per i monaci della regione intorno al 1380. Dal Settecento faceva parte del Regno di Prussia, fino al 1920. Dopo la prima guerra mondiale, col trattato di Versailles e l'istituzione del Corridoio di Danzica, Kartuzy entrava nel territorio della Seconda Repubblica di Polonia.
Kartuzy è appartenuta nel periodo dal 1975 al 1998 al voivodato di Danzica, mentre oggi fa parte del voivodato della Pomerania ed è capoluogo del distretto di Kartuzy. Ha una popolazione di circa 16 000 abitanti.

## Società

### Evoluzione demografica
- 1880: 2 179 abitanti
- 1885: 2 300 abitanti
- 1895: 2 377 abitanti
- 1900: 2 642 abitanti
- 1960: 7 900 abitanti
- 1970: 10 600 abitanti
- 1975: 11 600 abitanti
- 1980: 12 000 abitanti
- 1998: 16 100 abitanti

## Amministrazione

### Gemellaggi
- Caissargues
- Duderstadt